# Eugnesia aurantiaca
Eugnesia aurantiaca är en fjärilsart som beskrevs av W. Warren 1897. Eugnesia aurantiaca ingår i släktet Eugnesia och familjen mätare. Inga underarter finns listade i Catalogue of Life.